# Hiltpoltstein
Hiltpoltstein è un comune tedesco di 1 555 abitanti, situato nel land della Baviera.